# Pansalz
Pansalz ist ein künstlich hergestelltes Salz, das als Kochsalzersatz verwendet wird, insbesondere wegen des von den Verwendern angenommenen Zusammenhangs zwischen der Aufnahme von Natriumchlorid und dem Auftreten von Bluthochdruck. Deshalb wird in Pansalz ein Teil des Natriumchlorids durch Kaliumchlorid und Magnesiumsulfat ersetzt. Beide Stoffe sollen die Durchblutung des Herzens fördern und somit blutdrucksenkend wirken. Zusätzlich ist die Aminosäure Lysin enthalten, die den unangenehmen Geschmack von Kalium überdecken soll.
Bestandteile:
- 57 % Natriumchlorid
- 28 % Kaliumchlorid
- 12 % Magnesiumsulfat
- 2 % Lysinhydrochlorid

## Geschichte
Ausgangspunkt war die Forschungsarbeit des finnischen Professors Heikki Karppanen, der den Zusammenhang zwischen dem Mineralstoffgehalt in Böden und dem Herz-Kreislaufsystem der Menschen in Nordkarelien untersuchte. 1977 ersetzte er einen Teil des Natriumchlorids im Kochsalz durch Magnesiumsulfat und Kaliumchlorid. In Zusammenarbeit mit Mildred Seelig (USA) wurde das Kunstsalz weiter entwickelt und zuerst in Finnland und danach in Japan vermarktet.